# Аркавське
А́ркавське — село в Україні, у Миколаївській селищній громаді Сумського району Сумської області. Населення становить 58 осіб. До 2016 орган місцевого самоврядування — Миколаївська селищна рада.

## Географія
Село Аркавське розташоване між річками Вир та Сумка (5-6 км). На відстані 2 км розташоване селище Зоряне та село Бутовщина. За 1 км від сила пролягає газопровід Уренгой-Ужгород.
Поруч пролягає автомобільний шлях Т 2504.

## Історія
- Село постраждало внаслідок геноциду українського народу, проведеного урядом СССР 1923—1933 та 1946–1947 роках.
- 12 червня 2020 року, відповідно до розпорядження Кабінету Міністрів України № 723-р «Про визначення адміністративних центрів та затвердження територій територіальних громад Сумської області», село увійшло до складу Миколаївської селищної громади[1].
- 19 липня 2020 року, в результаті адміністративно-територіальної реформи та ліквідації Білопільського району, село увійшло до складу новоутвореного Сумського району[2].

## Населення

### Мова
Розподіл населення за рідною мовою за даними :
| Мова       | Кількість | Відсоток |
| ---------- | --------- | -------- |
| українська | 57        | 98.28%   |
| білоруська | 1         | 1.72%    |
| Усього     | 58        | 100%     |